# Luís Porteiro Garea
Luís Porteiro Garea, nacido en Lugo el 16 de noviembre de 1889 y fallecido en Frades el 27 de octubre de 1918, fue un noble y político español, fundador de las Irmandades da Fala.

## Trayectoria
Licenciado en Derecho por la Universidad de Santiago de Compostela, se doctoró en Madrid en 1914 con la tesis El sistema parlamentario en España y sus relaciones con el caciquismo. Fue catedrático en la USC, concejal agrarista y presidente de las Irmandades da Fala de esta ciudad. En febrero de 1918 se presentó como candidato regionalista a diputado en Cortes por el distrito de Celanova, pero fue derrotado por el candidato conservador Senén Canido Pardo. Colaboró en diversas publicaciones como El Radical, Gaceta de Madrid, Estudios Gallegos y Nuestra Tierra.
Murió prematuramente en 1918, víctima de la pandemia de la gripe y sus restos descansan en Ponte Carreira, Gafoi.

## Pensamiento
Fue uno de los creadores del nacionalismo en su vertiente política, pues apostó por superar las reivindicaciones puramente lingüísticas y culturales y avanzar hacia creación de una organización política. También fue un acérrimo defensor de la lengua gallega, sin olvidar la europeización de la cultura y rechazó el separatismo. Consideró a Galicia y a España como dos entes diferenciados pero con una estrecha interrelación.
Sus escritos atendieron a un doble núcleo temático: definió a España como una organización defectuosa que se fundó en la oligarquía y el caciquismo y responsabilizó a los gallegos y a los factores endógenos de Galicia de sus propios problemas. Defendió el establecimiento de una república presidencialista y progresista.

## Obras
- A los gallegos emigrados, 1918.
- Un mensaxe a García, 1919.
- A fala galega, 1936.